# Partido Socialista dos Trabalhadores (Reino Unido)
O Partido Socialista dos Trabalhadores (em inglês: Socialist Workers Party) é um partido político de esquerda do Reino Unido. Teve um papel central no movimento antiguerra com a criação de Stop the War Coalition.[carece de fontes?]Na atualidade impulsiona as lutas contra os recortes sociais e a luta contra o fascismo.
Defende o socialismo desde as bases e a auto-emancipação da classe trabalhadora. Em 2010 fomentou o Trade Union Socialist Coalition - TUSC (junto a Communist Party, Socialist Party e Socialist Resistance; o TUSC obtive 1% dos votos.[carece de fontes?]
Organiza a cada ano o festival 'marxismo', com umas 200 conferências e vários milhares de participantes. O SWP faz parte da Tendência Socialista Internacional. A organização desta corrente no Estado espanhol é Em luta / Em lluita.Publica o jornal semanal Socialist Worker (Trabalhador Socialista), a revista mensal Socialist Review e a revista teórica trimestral International Socialism.

## Figuras destacadas
Alex Callinicos (1950), professor no King's College de Londres e um do mais destacado autores marxistas atuais. Tem escrito Um manifesto anticapitalista (Publicado por Crítica) e As ideias revolucionárias de Karl Marx.
Tony Cliff (1917-2000), fundador da organização. Tem publicado em castelhano o livro Lenin: a construção do partido por Velho Topo / A Hera, em 2011.
Chris Harman (1942 -2009), autor de numerosos textos, especialmente destacando suas contribuições em história e economia. Alguns de seus escritos estão disponíveis no arquivo marxista.